# Saint-Pal-de-Chalencon
Saint-Pal-de-Chalencon es una comuna francesa situada en el departamento de Alto Loira, en la región de Auvernia-Ródano-Alpes.

## Demografía
| 1301 | 1206 | 1039 | 1043 | 1029 | 1046 | 1002 |
| Para los censos de 1962 a 1999 la población legal corresponde a la población sin duplicidades (Fuente: INSEE [Consultar]) |      |      |      |      |      |      |